# تاكويا ساقوتشي
تاكويا ساقوتشي (باليابانية: 瀬口 拓弥) (30 نوفمبر 1988 في أوكاياما في اليابان - )؛ هو لاعب كرة قدم ياباني سابق كان يلعب كحارس مرمى.

## وصلات خارجية
- تاكويا ساقوتشي على موقع رابطة كرة القدم اليابانية للمحترفين (اليابانية)
- تاكويا ساقوتشي على موقع قاعدة بيانات كرة القدم.إي يو (الإنجليزية)
- تاكويا ساقوتشي على موقع Soccerway.com (الإنجليزية)
- تاكويا ساقوتشي على موقع عالم كرة القدم.نت (الإنجليزية)